# 金真冶
金真冶（韩语： Gim Jinya，1998年6月30日—），生于仁川广域市，韩国男子足球运动员，司职中场，2018年加入U23国家队，2018年亚洲运动会男子足球金牌得主、2020年亞足聯U-23錦標賽金牌得主。